# Политика (новине)
Политика је српски дневни лист са седиштем у Београду. Први број је изашао 25. јануара 1904. и данас су најстарије активне новине у Србији. Оснивач листа је Владислав Ф. Рибникар.
Политика спада у дневно-политичке новине које се држе високо-професионалних новинарских стандарда, док негује културу дијалога и слободу изражавања. Има више специјализованих редовних додатака, а међу њима посебно се издваја Културни додатак који излази од 1957. године. Политика излази у три издања, са штампаним тиражом већим од сто хиљада. Продаје се у Србији и земљама бивше Југославије.

## Историја
Политика је један од најстаријих дневних листова на Балкану и најстарији у Србији. Издаје се у Београду од 25. јануара 1904. године, када је први број одштампан у 2.450 примерака. Имао је четири стране и коштао 5 пара.
Политика излази свакодневно, без прекида, осим 
- у Првом светском рату од 14. новембра до 21. децембра 1914. и
- од 23. септембра 1915. до 1. децембра 1919. као и
- у Другом светском рату од 6. априла 1941. до 28. октобра 1944.[4]
- Политика још једном није изашла пред читаоце због штрајка у лето 1992. године када су се новинари успротивили намери државе да Политику претвори у јавно предузеће.

Највећи забележени тираж Политике је био 25. децембра 1973. год - 634.000 примерака. Данас је Политика информативни дневни лист, политички дневник, са три издања а окренута је актуелним темама свакодневице у областима политике, економије, културе, спорта и забаве.
Владислав Рибникар, оснивач и одговорни уредник, када је подносио пријаву властима навео је да ће новине бити политичке и независне. Политика је дневник са дугом и богатом традицијом, која се због свог угледа и утицаја сматра и једном од националних институција у Србији. Читалачку публику листа Политика чине углавном средње ситуирани и високообразовани грађани.
Политика је током постојања сарађивала са бројним културним и научном ствараоцима. Међу најпознатијим сарадницима Политике били су нобеловац Иво Андрић, доктор и универзитетски професор Милан Јовановић Батут српски писци и песници Милош Црњански, Бранко Ћопић, Јован Дучић, Бранислав Нушић, Десанка Максимовић и други. На страницама Политике своје текстове су имали и сер Винстон Черчил, Томас Ман, Едуард Ерио и друге светски познате личности.
Када се појавила 1904. године Политика је привукла пажњу јавности садржајем и тоном, али и идејама изложеним у првом чланку првога броја. Пера Тодоровић, познати српски новинар и писац је предвидео да ће Политика бити успешан дневни лист и закључио: „Овај ће лист свима нашим листовима појести панаију. Све ће сахранити, и нас и наше листове...“
У угледној европској породици штампе Политика има још једну карактеристичну особину: не излази пред читаоце у условима окупације земље. Политика није излазила за време Првог и Другог светског рата. „Политикино” име колпортери су поново почели да узвикују на престоничким улицама 1. децембра 1919. године, у слободи, али у новој држави Краљевини Срба, Хрвата и Словенаца. Прва четворогодишња пауза у излажењу листа због окупације тако је била окончана. Камен темељац за нови дом, у Поенкареовој 33, поред Друге београдске гимназије, положен је у марту 1921. Нови дом је освећен 25. јануара 1922, у њему се осим уредништва налазила и нова модерна штампарија.
Између два светска рата, Политика је постала један од најутицајнијих и најбољих дневних листова у Србији и земљи, а последњи број међуратне Политике носио је датум 6. април 1941.
Владислав Сл. Рибникар је после ослобођења Београда 20. октобра 1944. године окупио је петнаестак сарадника и осамдесетак штампарских радника предвођених Игњатом Кришком и тако поново покренуо часопис. Први послератни број Политике изашао је 28. октобра 1944. године у ослобођеном Београду.
Политика је још једанпут обуставила излажење у лето 1992. године. Незадовољство новинара и запослених одлуком тадашњег премијера Србије Радомана Божовића да Политику претвори у јавно предузеће, изазвало је штрајк који је организован како би се ово спречило.
Током 20. века, лист Политика као и цела новинска кућа, која је израсла из редакције листа, бележе успон у издаваштву и штампи. Политика је постала једна од водећих медијска кућа у југоисточној Европи.
Тај пут није био праволинијски, ни лак. Било је успона и падова а Политика је осетили последице и тежину предратних, ратних, међуратних, послератних, кризних, инфлаторних и свих других бурних времена која нису штедела Балкан током 20. века.

Политика је 2002. године добила новог пословног партнера – немачку медијску кућу WAZ (West Allgemeine Zeitung), која је 2012. године продала свој удео у власништву у Политици.
Политици је додељен Сретењски орден првог степена (2024).

## Остала издања издавачке куће
Политика има већи број „својих“ специјализованих часописа који излазе недељно или месечно и који се баве различитим темама:
- Мали забавник — месечни часопис за децу (2011—).
- Политикин забавник — недељни часопис за децу („од 7 до 107 година“)
- Илустрована Политика
- Спортски журнал — спортски дневни часопис
- Политика Базар — „женски“ часопис
- Вива — теме везане за здравље
- Свет компјутера — рачунари и дигитална технологија
- Интервју (часопис) — постојао 1981-1998
- Ана (часопис) — постојао 1986-2009
- Хупер (часопис) — постојао 1990-2008

## Значај
Оснивачи „Политике” нису само поставили темеље модерног новинарства и учинили да дневни лист постане јединствена институција културе и грађанске мисли у Србији. Политика постоји више од једног века доказујући тиме да и на нашем подручју ствари могу да трају, али, као што показује њен пример, само ако су добро постављене и брижљиво неговане.
За Политику се често каже да је постала институција. То је признање новинама које су, у специфичној, тешкој и изузетно одговорној улози „сведока епохе”, прошле кроз многа искушења, надживеле неколико држава, уздржавале се од излажења током два велика светска рата, промениле много режима, биле прва читанка многим генерацијама, а великом броју људи често и једина литература.
Политика је стасавала и сазревала професионалним прегором многих генерација новинара. Политика се од других издвајала умереношћу и одмереношћу. Ту њену различитост од других, можда је, још 1921. године, у есеју „Два Рибникара” најбоље образложио Јован Дучић, који каже да су
„многи у Београду сматрали уљудни, господски тон тог листа као доказ неборбености његових уредника; њихову непристрасност као доказ њиховог трговачког опортунизма; њихов широки национализам као доказ њиховог неинтересовања за такозвана горућа питања; њихово неговање књижевне критике и књижевног подлиска као високопарност и надрикњиштво; њихово избегавање погрда као непознавање националних реткости и сликовитих места”.
Можда се у савременом свету донекле мења улога дневних новина. У хиперпродукцији вести ствара се шума информација које свакодневно бомбардују публику а озбиљне дневне новине морају да одвагају шта је важно а шта није и шта заслужује дубљу анализу. Политика се труди да прати модерне трендове и да у својој класи, значи категорији озбиљног дневника, својим читаоцима пружи нешто више од пуке информације: озбиљну анализу догађаја засновану на провереним чињеницама.

## Утицај
„Нигде се, као код нас, толико не заборавља да неко може имати и противно уверење, а да је то уверење поштено и искрено. Свакој парламентарној влади потребна је партијска опозиција.” Зар је истина мање истина кад је каже један човек, но кад је кажу више њих? Ово су само неки од ставова оснивача „Политике” који су првих година излажења листа ударили темеље уређивачке политике на којима су, деценијама после, генерације новинара, са више или мање успеха, стрпљиво градиле и шириле утицај новина у српском друштву.
На самом почетку позиција листа је идентификована речима Ото Бизмарка: Задатак независне штампе је „да слободно претреса сва јавна питања, без гнева и без пристрасности; да правилном критиком владиног рада потпомаже опозицију; да својом лојалношћу и непристрасношћу штити владу од неоснованих напада опозиције; да подједнаком ревношћу дели ударце и десно и лево од себе.”
Задатак није био једноставан ни лак ни у много демократскијим земљама. Политика се често враћала доказима о потреби независних листова. Забележена је мисао Томаса Џеферсона из 1776. године „да би радије живео у земљи без парламентарне владе, где постоји штампа, него у земљи с најбољом државном управом, у којој нема новина”.
Цитирано је и мишљење Ото Вајса: „Како је постепено порастао утицај новина! Тако да га признају и они који би га најрадије опорекли. Модерна штампа осећа се тако јаком да... се бори са својом владом, која располаже милионима и више војника, па је често и побеђује.”

## Истакнути запослени и сарадници
Тешко да се може наћи у српској, па и у југословенској (бившој) књижевности иоле значајнији писац који није био сарадник Политике. Неки од њих, као што су Бранислав Нушић, Јефта Угричић и Милутин Ускоковић, били су новинари Политике од њених оснивачких година, а други, попут Јована Дучића, писали су књижевну, позоришну или ликовну критику. Политика је вазда привлачила писце свих генерација и разних естетских и идејних опредељења.
Нобеловац Иво Андрић је, у разговору са својим камерманом Љубом Јандрићем, рекао: „Ја у Политици објављујем, што би се рекло, од када знам за себе...” А другом приликом, сећајући се Јована Дучића, песника коме се дивио, испричао је: „Ја се и дан-данас сећам Дучића онаквог какав је био, стасит и наочит... Сећам се и кад ме је довео у Политику, говорећи ми: „Немојте Иво пропуштати прилику да сарађујете у ’Политици’, то је угледна кућа која је увек у стању да вам пружи извесну сигурност...” Андрић је послушао Дучићев савет и не само да је до краја живота био верни сарадник листа, већ је на Андрићев предлог редакција установила 1965. године књижевни конкурс за децу (конкурс за прваке матерњег језика „Политике за децу”) на чије је свечаности редовно долазио са Десанком Максимовић и Бранком Ћопићем.
Својом озбиљном уређивачком и културном политиком, ригорозним критеријумом избора сарадника, али и медијском и финансијском моћи предузећа, међуратно редакцијско језгро Политике увлачило је у своју орбиту врхунске ствараоце. Милош Црњански је постао репортер Политике крајем 1922. и почетком 1923. године. Плејаду славних имена „Политикиних” сарадника поред Иве Андрића, Бранислава Нушића, Јована Дучића, Милоша Црњанског, Бранка Ћопића, Десанке Максимовић и др., чинили су и Слободан Јовановић, Вељко Петровић, Станоје Станојевић, Богдан Поповић, Владислав Јовановић Марамбо, Милоје Милојевић, Милан Кашанин, Драгиша Васић, Марко Цар, Исидора Секулић, Тин Ујевић, Вељко Милићевић, Живко Милићевић, Марко Ристић, Васко Попа, Михаило Петровић... После Другог светског рата Момо Капор, Владимир Булатовић Виб, Борисав Атанасковић...
Новинари и сарадници Политике
- Алекса Шантић
- Александар Апостоловски
- Александар Симић
- Александар Тодоровић
- Анђа Бунушевац
- Богдан Тирнанић
- Бошко Јакшић
- Борисав Атанасковић
- Божидар Тимотијевић
- Бранислав Нушић
- Бранко Ћопић
- Васа Поповић
- Васко Попа
- Вељко Петровић
- Виктор Новак
- Владимир Дедијер
- Григорије Божовић
- Горан Волф
- Данило Коцић
- Дарко Рибникар
- Десанка Максимовић
- Душан Телесковић
- Зуко Џумхур
- Иво Андрић
- Исидора Секулић
- Јован Дучић
- Јован Ћирилов
- Љиљана Смајловић
- Љубомир Вукадиновић
- Марко Албуновић
- Милош Црњански
- Мирољуб Мијушковић
- Мирослав Радојчић
- Мирослав Лазански
- Милутин Ускоковић
- Момчило Пантелић
- Момчило Јојић
- Момо Капор
- Мухарем Первић
- Предраг Милојевић
- Петар Кочић
- Петар Мићковић
- Петар Стојановић
- Радомир Путник
- Растко Петровић
- Сима Пандуровић
- Слободан Јовановић
- Стеван Сремац
- Хамза Хумо
- Бојан Билбија
- Михаило Петровић

Међу колумнистима Политике су: Александар Баљак, Борис Беговић, Ђорђе Вукадиновић, Мирослав Лазански, Чедомир Антић, Љубодраг Стојадиновић, Горан Марковић, Бранко Милановић, Цвијетин Миливојевић, Обрад Кесић, Раша Попов, Миљенко Јерговић.
Карикатуристи и сликари који су радили за Политику
- Пјер Крижанић
- Зуко Џумхур
- Иво Кушанић
- Петар Лубарда
- Мило Милуновић
- Петар Добровић
- Душан Петричић

## Директори Политике
- Др Милан Гавриловић
- Милојко Друловић (1949—1950)
- Мирко Тепавац
- Данило Пурић (1951—1965)
- Вукоје Булатовић
- Хаџи Драган Антић
- Живорад Миновић
- Дарко Рибникар